# Боаси ан Друе
Боаси ан Друе (фр. Boissy-en-Drouais) насеље је и општина у централној Француској у региону Центар (регион), у департману Ер и Лоар која припада префектури Дре.
По подацима из 2011. године у општини је живело 228 становника, а густина насељености је износила 37,81 становника/km². Општина се простире на површини од 6,03 km². Налази се на средњој надморској висини од 140 метара (максималној 151 m, а минималној 115 m).

## Демографија
| 1962. | 1968. | 1975. | 1982. | 1990. | 1999. | 2011. |
| ----- | ----- | ----- | ----- | ----- | ----- | ----- |
| 76    | 109   | 107   | 153   | 204   | 238   | 228   |

График промене броја становника у току последњих година